# بسم الحسين (فلم)
بسم الحسين هو فلم سينمائي بحريني من باكورة أعمال الجمعية الحسينية السينمائية.
الفيلم بطولة الفنان بدر الحايكي، وأبرار التيتون، ومجيد كاظمي، وتمثيل علي باقر، ويوسف البناء، وعبد الله العالي، وفاضل زين، وإخراج محمد سديف، ويتحدث الفيلم بشكل مباشر عن التقريب بين الدين الإسلامي والدين المسيحي من خلال شخصية الإمام الحسين التي عرفها الشاب المسيحي إبراهام في السجن حتى بدأ يبحث عن تلك الشخصية ويقود فضوله للتعلق أكثر بتلك الشخصية.
هدفت الجمعية الحسينية السينمائية من خلال صناعة هذا الفيلم إلى تأسيس سينما شعبية في البحرين بعيدة عن الابتذال والسخف والتعري، وقد تم طرح الفيلم في 17 محرم من عام 1431 هجرية الموافق 3/1/2010 م في عدد من صالات الأفراح والأندية الرياضية حيث تم تجهيزهم سينمائيا وحاز الفيلم على اعجاب الجماهير والنقاد والمهتمين بالشأن السينمائي والفني.
الجدير بالذكر أن فلم «بسم الحسين» من تم تصويره في مملكة البحرين واستغرق التصوير مدة عام كامل وقد قام برعايته ماديا الشاب حمد بن رجب